# Потлач (Ајдахо)
Потлач (енгл. Potlatch) град је у америчкој савезној држави Ајдахо.

## Демографија
По попису из 2010. године број становника је 804, што је 13 (1,6%) становника више него 2000. године.
| Група             | 2000.       | 2010.       |
| Белци             | 763 (96,5%) | 767 (95,4%) |
| Афроамериканци    | 0 (0,0%)    | 1 (0,1%)    |
| Азијати           | 2 (0,3%)    | 0 (0,0%)    |
| Хиспаноамериканци | 11 (1,4%)   | 17 (2,1%)   |
| Укупно            | 791         | 804         |